# Frances Reid

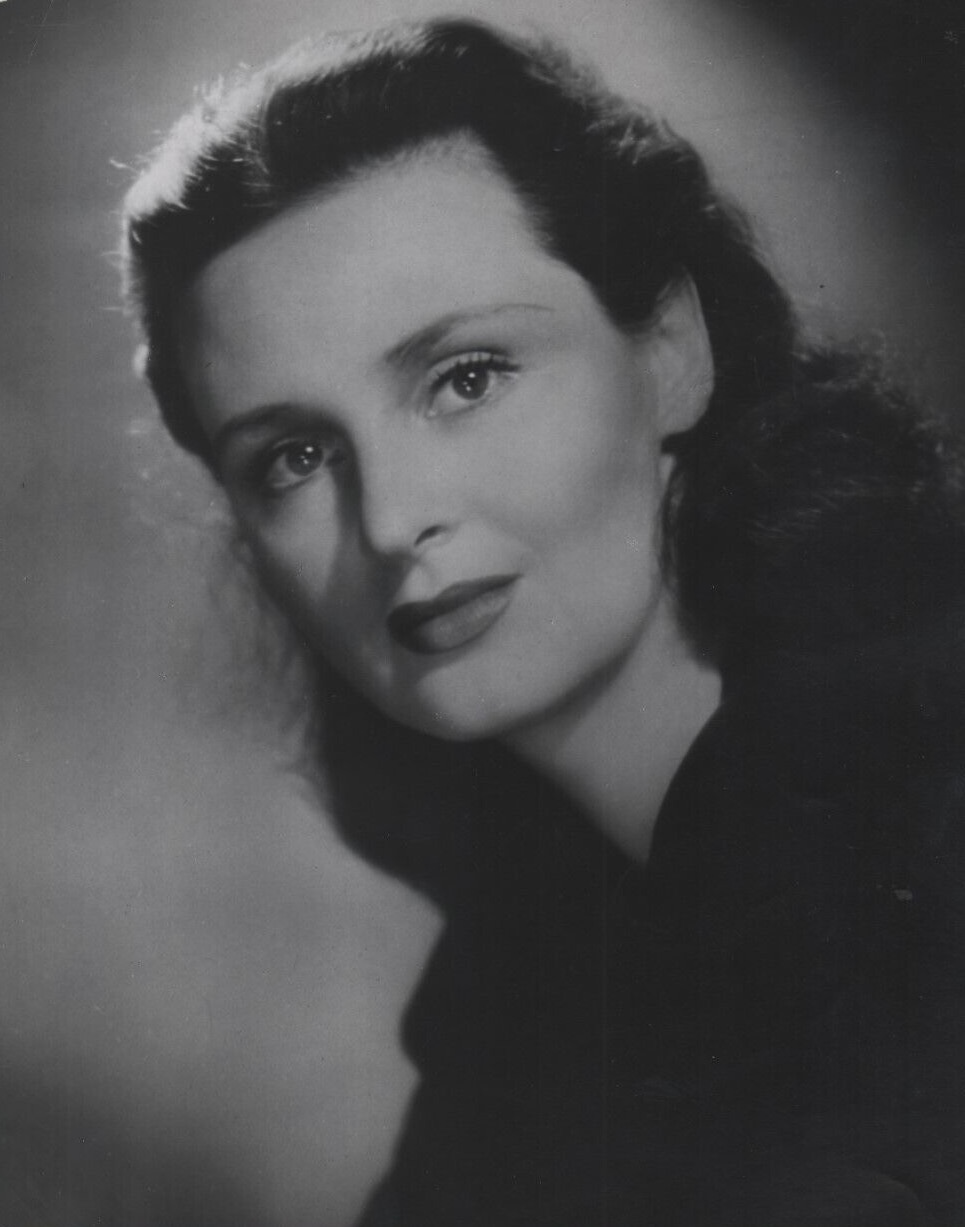
Frances Reid (1949)

Frances Reid (* 9. Dezember 1914 in Wichita Falls, Texas; † 3. Februar 2010 in Los Angeles, Kalifornien) war eine US-amerikanische Schauspielerin.

## Leben
Reid spielte in der US-Fernsehserie Zeit der Sehnsucht (Days of our Lives) die Rolle der Alice Horton. Seit den 1950er Jahren war sie in Fernsehserien in Haupt- und Nebenrollen zu sehen und drehte auch einige wenige Filme. 2004 war Reid noch in einer Gastrolle in der Fernsehserie American Dreams zu sehen gewesen, bis zuletzt trat sie in Zeit der Sehnsucht auf.
1984, 1985 und 1990 gewann sie jeweils einen Soap Opera Digest Award, 2004 wurde ihr ein Ehren-Emmy verliehen. Bereits 1978 und 1979 hatte sie den Soap-Opera-Preis Soapy gewonnen. Fast alle Preise erhielt sie für ihre Mitwirkung in Zeit der Sehnsucht.
Von 1940 bis 1979 war sie mit Schauspieler Philip Bourneuf verheiratet.

## Filmografie (Auswahl)
- 1937: Reported Missing!
- 1937: Bühneneingang (Stage Door)
- 1959–1962: Jung und Leidenschaftlich – Wie das Leben so spielt (As the World Turns, Seifenoper)
- 1962–1965: Wagon Train (Fernsehserie, 5 Folgen)
- 1963: Preston & Preston (The Defenders, Fernsehserie, 1 Folge)
- 1963/1965: Perry Mason (Fernsehserie, 2 Folgen)
- 1965–2009: Zeit der Sehnsucht (Days of Our Lives, Seifenoper)
- 1966: Der Mann, der zweimal lebte (Seconds)
- 1971: Andromeda – Tödlicher Staub aus dem All (The Andromeda Strain)
- 1973: Liebe in Fesseln (The Affair, Fernsehfilm)
- 2004: American Dreams (Fernsehserie, Folge Old Enough to Fight)